# 総合設備コンサルタント
株式会社総合設備コンサルタント（そうごうせつびコンサルタント）は、日本の設備設計コンサルタント。

## 概要
建築設備設計(電気・空調・衛生・消防) を専業とする一級建築士事務所。

データセンター・通信施設などの生産設備、運輸・航空施設、教育・文化施設を中心とする公共施設、病院・医療施設、ホテルをはじめとする福利厚生施設など「建築・地域環境設備の計画・設計・監理」の実績を持つ。

## 事業内容
- 建築設備・地域環境設備の計画・設計・監理
- FMエンジニアリング
- 環境・エネルギーコンサルタント、環境エネルギーに関する技術開発研究
- 建築物の保全調査並びに施設管理
- 環境・FMに関するシステム開発
- 上記に付帯する業務

## 許可番号
- 一級建築士事務所　東京都知事 第14494号（本社）
- 一級建築士事務所　北海道知事 第4532号（札幌事務所）
- 一級建築士事務所　宮城県知事 第19610058号（仙台事務所）
- 一級建築士事務所　愛知県知事 第13081号（名古屋事務所）
- 一級建築士事務所　大阪府知事 第15280号（大阪事務所）
- 一級建築士事務所　広島県知事 第4519号（広島事務所）
- 一級建築士事務所　福岡県知事 第1-12748号（九州事務所）
- ISO9001認証取得　認証番号BCJ-QMS-0106（全事務所）

## 沿革
- 1974年（昭和49年）　株式会社総合設備コンサルタント 創立
- 1991年（平成3年）　本社を幡ヶ谷（現在地）に移転

## 設計・監理（代表的な設計）
事務所
- SYSKEN本社ビル
- 深川ギャザリア/タワー N棟・S棟/ウェスト 1棟・2棟・3棟
- アーバンネット名古屋ビル
- アーバンネット神田ビル
- アーバンネット天神ビル

医療・福祉施設
- 淀川キリスト教病院
- 台東区立台東病院
- 熊本大学医学部付属病院中央診療棟
- 大阪大学(歯病)先端口腔総合診療棟・口腔科学研究棟
- KKR札幌医療センター

大学施設
- 東京大学安田講堂
- 鹿児島大学学習交流プラザ
- 三重大学環境情報科学館
- 筑波大学東京キャンパス文京校舎・放送大学東京文京学習センター棟
- 京都工芸繊維大学６０周年記念館
- 京都工芸繊維大学学生会館「KIT HOUSE」
- 愛媛大学６０周年記念建物（校友会館）

研究実験施設
- 筑波大学高細精医療イノベーション棟新築工事（研究棟）
- 東京工業大学元素戦略研究センター
- 岡山大学（鹿田）医歯薬融合型教育研究拠点施設
- 山口大学共同獣医学部獣医学国際教育研究センター
- 東京大学（柏）第２総合研究棟
- 東京大学先端科学技術研究センター（環境エネルギー研究棟）
- 名古屋大学（東山）ＥＳ総合館
- 東北大学環境科学研究科エコハウス
- 岐阜大学総合研究棟Ⅱ（工学系実験研究棟）
- 山梨大学総合研究棟（生命環境学部１号館等）新営その他
- 大阪大学免疫学フロンティア研究センター棟
- 奈良先端学院大総合研究実験棟

航空施設
- 福岡空港航空灯火施設
- 能登空港航空灯火施設
- 中部国際空港管制塔等管理棟受配電施設
- 横田飛行場航空灯火施設

## 研究・開発
- NEDOの次世代型ヒートポンプシステム研究開発プロジェクトに、大阪市立大学、中央復建コンサルタンツ、関西電力と共同で参加、都市域の下水管路網を活用した下水熱利用・熱融通技術の実証試験設備を完成させ、2012年（平成24年）3月より運転を開始した[2]。

## 所属団体
- 日本設備設計事務所協会
- 建築設備技術者協会
- 日本建築学会
- 東京都建築士事務所協会
- 空気調和・衛生工学会
- 給排水設備研究会
- 電気設備学会
- 照明学会
- 航空灯火・電気技術振興会